# Laskas
Laskas är en sjö i Jokkmokks kommun i Lappland och ingår i Luleälvens huvudavrinningsområde. Sjön har en area på 0,0613 kvadratkilometer och ligger 431,4 meter över havet.

## Delavrinningsområde
Laskas ingår i det delavrinningsområde (741122-170738) som SMHI kallar för Mynnar i Kaltisbäcken. Medelhöjden är 404 meter över havet och ytan är 35,98 kvadratkilometer. Det finns inga avrinningsområden uppströms utan avrinningsområdet är högsta punkten. Kåddjebäcken som avvattnar avrinningsområdet har biflödesordning 3, vilket innebär att vattnet flödar genom totalt 3 vattendrag innan det når havet efter 170 kilometer. Avrinningsområdet består mestadels av skog (85 procent). Avrinningsområdet har 1 kvadratkilometer vattenytor vilket ger det en sjöprocent på 2,8 procent.